# 大友義長
大友 義長（おおとも よしなが）は、戦国時代の武将・戦国大名。豊後国大友氏19代当主。初名は親匡（ちかただ/ちかまさ）、親元（ちかもと）、義親（よしちか）。

## 生涯
文明10年（1478年）、豊後国の戦国大名で大友氏18代当主・大友親治の子として誕生。初名は親匡。
先代の大友政親と義右との父子対立による家中の混乱を鎮めた父の親治により、明応6年（1497年）、当主として擁立された。当時の北九州においては周防国の大内義興の力が大きく、義興は明応2年（1493年）の明応の政変により室町幕府管領・細川政元に追放された足利義材（義稙）を擁立していたため、親治は当初は大内氏の支持を得るために義材に接近した。ところが義興は大聖院宗心（大友親綱の六男）の家督相続を主張し、親匡（義長）の家督相続の正当性を否定した。大友氏との敵対を望まない義材の仲裁により、義興とは一時的に和解したものの、親治・親匡父子は細川政元の擁立する将軍・足利義高（義澄）と通じるようになり、その援助により豊前国へ進出し、宗心を周防へ追放した。
明応10年/文亀元年（1501年）、将軍・義高は親匡の家督を承認し、豊後・筑後・豊前守護に任じた。親匡は義高の偏諱を受け義親と名乗った（後に義長と改名する）。このことにより義長が大友氏の正当な継承者として一段落する。
暫くは義澄方の諸将の一人として少弐資元などと共に義材・大内氏と敵対したが、永正4年（1507年）の永正の錯乱により細川政元が暗殺されたため畿内が混乱し、それに乗じて大内義興が前将軍・足利義材（義稙）を擁して同5年（1508年）に上洛すると、義澄を見限り大内氏との和睦を図るため、義興を資金的に援助し、義稙が将軍に復帰すると豊前守護の座を義興に譲っている。
文亀元年頃から豊前、筑前の各地で大内軍との攻防を繰り返しているが、京都の臨済宗大徳寺龍源院（東渓宗牧開山）は義長と大内義興、能登守護の畠山義元の三者が文亀２年（1502年）に創建（一説には永正元年に創建）したとされ、敵対しつつも協力していた面も窺える。
肥後国で菊池氏の家督争いが勃発すると表面上は菊池政隆を支持しながら、秘かに阿蘇惟長（菊池武経）による菊池氏乗っ取りを支援した。永正3年（1506年）に公然と武経を支持して肥後・筑後に侵攻し、永正6年（1509年）に菊池政隆を自刃に追い込んだ。かくして、筑後を手に入れると、今度は用がなくなったばかりに菊池武経の追い落としを画策、武経を薩摩に追放すると、子の重治を入嗣させるべく菊池氏家臣団への調略を続けた。また、筑後の星野氏など国人衆が大内氏に通じて謀反を起こすと、軍勢を率いて、長年の対陣の末、永正10年（1513年）に鎮圧している。
治世の大半は隠居した父・親治との共同統治の状態が続いており、永正12年（1515年）、子の親安（義鑑）に家督を譲って隠居したものの、父同様に実権を握り続け、大聖院宗心の擁立を図った重臣・朽網親満の反乱を鎮めた。
永正15年（1518年）、父・親治に先立ち死去。父と共に大友氏の戦国大名化を成し遂げた名君であった。
大友氏の内部を安定させるため、『義長条々』という分国法を定めたとされるが、分国法としての整備は子の義鑑の時代において為されたもので、義長の存命時の『義長条々』は家族への姿勢や思いやりなどにつき延々と述べるなど、家訓的な性格が強い。子・重治の菊池氏への入嗣問題など政治面での訓戒も見られ、警戒すべき一族として、筑後や肥後の国人領主である星野氏や阿蘇氏、相良氏だけでなく、大友一門の田原氏を挙げている（星野氏は義鑑の時代に、田原氏は義長の孫の宗麟の時代に謀反を起こすことになる）。

## 偏諱を受けた人物
義親時代
- 田尻親種 - 田尻鑑種の父。

義長時代
- 秋吉長将（あきよし ながまさ、?-1534）- 因幡守。
- 一萬田長泰（いちまだ ながやす） - 一萬田親実（鑑相）、高橋鑑種の伯父、一萬田鑑実の大伯父。
- 大津留長清（おおづる ながきよ）- 豊後大神氏の庶流、大津留氏の当主。祖父は繁綱、父は惟忠、子は鑑康か。
- 大野長基（おおの ながもと） - 豊後大神氏の庶流、大野氏の当主。
- 小野長幸（おの ながゆき）- 重兼の子。嫡男・鑑幸の子が小野鎮幸、もう一人の息子・幸広の子が小野成幸（なりゆき）で、この二人は立花道雪に仕えた。
- 臼杵長景（うすき ながかげ）
- 城井長房（きい ながふさ）
- 斎藤長実（さいとう ながざね） - 子である斎藤鎮実の項を参照のこと。父は加賀守隆実（たかざね）とされる。同じく大友氏家臣として名前のある斎藤刑部少輔実治や斎藤安芸入道道柱などの齋藤姓の者も同族と思われる。
- 高橋長種（たかはし ながたね）
- 田北長政（たきた ながまさ） - 田北鑑生の伯父。
- 竹田津長重（たけたづ ながしげ）- 大友親隆の玄孫（大友氏から親隆の子・永世（ながよ）が日田氏を継ぎ、その子である永晴（ながはる）が竹田津氏を継いだとされる）。
- 中村長直（なかむら ながなお） - 他紋衆の一人として姓氏対立事件を起こして敗死。
- 古庄長方（ふるしょう ながかた）- 古庄氏の一族か。
- 山下長就（やました ながのり）
- 吉岡長増（よしおか ながます）

## その他
2015年5月26日放送の「開運!なんでも鑑定団」にて、19代義長・20代義鑑・21代義鎮・22代義統の感状4点が登場し600万円の値（内訳は義長が170万、義鑑が150万、義鎮が200万、義統が80万）が付いた。